# 女鬼瀑布傳說
女鬼瀑布傳說，是臺灣阿美族吉拉米代部落（Cilamitay，現今的花蓮縣富里鄉豐南村）所流傳的一則靈異傳說，也是禁地的起因。

## 傳說
此傳說有多個版本，大意是說有一對阿美族夫妻生活在一起，然而某日丈夫未回，於是妻子出門尋找，最終在丈夫失事地投潭（或在潭水旁的樹上上吊）殉情。
從此以後，瀑布的潭邊時常坐著一位一尺半，頻頻梳髮的女鬼，聽見人聲則隱入潭中不見，曾有過讓人迷失而未被發現的記載。

## 現代案例
民國109年（2020年）4月30日，有一張姓阿嬤到山區工寮餵狗後，人卻消失僅留下一輛機車；搜救隊進行地毯式搜索，卻只找到頭巾、拐杖，讓家屬相當焦急，擔心年邁的阿嬤會發生意外。
當地耆老認為，阿嬤可能被「山精鬼魅」帶走，建議放鞭炮可以趕走魔鬼；隔日清晨6點，搜救隊聽從耆老建議，在中溝山底下放鞭炮，過沒多久就在距離工寮不到100公尺處的「女鬼瀑布」旁找到阿嬤。
張姓阿嬤獲救後說，她3天前去餵狗，在路途上頻頻聽見「少女的聲音」，出於好奇心循著聲音方向走，後來就失去記憶，直到搜救隊找到她為止。
時任永豐派出所所長鍾日順說明，永豐山區每隔一段時間，就會發生長輩「離奇失蹤」的案件，最特別的是，每次找到人都在「女鬼瀑布」附近。

## 外部資料連結
- 【鄉野奇談1】拐老嫗吃蚯蚓女鬼瀑布魔神仔又調皮了？ 聯合報 （页面存档备份，存于）
- 女鬼瀑布「魔神仔出沒」！當地居民證實：爸爸到現在還沒回家 台灣達人秀 （页面存档备份，存于）
- 【都市傳說】女鬼瀑布(上)！獨自進入深山尋魔神仔！冥紙放一晚驗證！(王狗) （页面存档备份，存于）
- 【都市傳說】女鬼瀑布(中)！獨自進入深山尋魔神仔！冥紙放一晚驗證！(王狗) （页面存档备份，存于）
- 【都市傳說】女鬼瀑布(下)！獨自進入深山尋魔神仔！冥紙放一晚驗證！(王狗) （页面存档备份，存于）
- 『女鬼瀑布』稻田裡的壯麗瀑布，順便探訪咒怨瀑布｜探險威狼 Wilang Explorer ｜Female ghost Waterfall｜花蓮秘境｜富里｜ Vlog 104 （页面存档备份，存于）
- 花蓮女鬼瀑布真的有鬼？ 原因是跟原住民有關！除了曾發生過被魔神仔牽走外 還發生過什麼靈異事件？【迷上癮的靈異鬼世界】 （页面存档备份，存于）